# Swiss Music Awards 2013
La 6ª edizione degli Swiss Music Awards si è tenuta il 1º marzo 2013 a Zurigo, Svizzera. È stata trasmessa live su SRF zwei e, per la prima volta, anche dal canale romando Rouge TV dalla Schauspielhaus Schiffbau e il giorno dopo in replica sul canale ProSieben. È stata condotta dall'attrice e modella Melanie Winiger e dal moderatore radiofonico Mario Torriani.
La conferenza stampa in cui sono state rese note le nomination per le varie categorie si è svolta il 30 gennaio 2013. I più nominati per questa edizione sono stati: Patent Ochsner, Remady, Bastian Baker, Stress e Lana Del Rey con 2 nomination a testa. Si è potuto votare il proprio artista preferito in quasi tutte le categorie fino al 24 febbraio 2013; infatti per il Best Act Romandie si è potuto votare solo fino al 5 febbraio e per il Best Hit National solo il 1º marzo.
A partire da questa edizione si sono aggiunti 2 nuovi premi: Best Live Act National e Best Act Romandie.
Gli artisti che si sono esibiti live sul palco sono stati: il gruppo inglese di synthie-pop Hurts, i tedeschi Die Toten Hosen, Remady & Manu-L, Stress/Noah Veraguth/Bastian Baker, 77 Bombay Street e Baschi.
Gli artisti che si sono portati a casa il maggior numero di premi sono stati: Stress e Bastian Baker nella categoria Miglior album urbano nazionale con l'album Noël's Room realizzato insieme a Noah Veraguth. Il rapper ha vinto anche nella categoria Miglior performance live nazionale e il romando nella categoria Miglior performance romanda.

## Premi
I vincitori della categoria sono evidenziati in grassetto.

### Miglior canzone nazionale
- Ma Chérie 2k12 - DJ Antoine Feat. The Beat Shakers
- Skyline - Pegasus
- Single Ladies - Remady & Manu-L Feat. J-Son

### Miglior canzone internazionale
- Call Me Maybe - Carly Rae Jepsen
- Somebody That I Used to Know - Gotye feat. Kimbra
- Ai se eu te pego! - Michel Teló

### Miglior album pop/rock nazionale
- Ängu U Dämone I - Gölä
- Johnny - The Rimini Flashdown Part II - Patent Ochsner
- Göteborg - Züri West

### Miglior album pop/rock internazionale
- Balast Der Republik - Die Toten Hosen
- Born To Die - Lana Del Rey
- The 2nd Law - Muse

### Miglior album urbano nazionale
- Me Love - Greis
- Analium - Liricas Analas
- Noël's Room - Stress, Noah Veraguth, Bastian Baker

### Miglior album urbano internazionale
- Raop - Cro
- Seeed - Seeed
- Gespaltene Persönlichkeit - Xavas

### Rivelazione nazionale
- Eliane
- Luca Hänni
- Müslüm

### Rivelazione internazionale
- Emeli Sandé
- Lana Del Rey
- Mumford & Sons

### Miglior album dance nazionale
- Blue - Mr. Da-Nos
- The Original - Remady & Manu-L
- Infinity Golden Summer 2012 - Sir Colin

### Miglior talento nazionale
- Hecht
- Kyasma
- Mo Blanc

### Miglior performance live nazionale
- Patent Ochsner
- Sophie Hunger
- Stress

### Miglior performance romanda
- Aloan
- Bastian Baker[8]
- Yvan Peacemaker

## Tribute Award
Per la seconda volta durante la manifestazione è stato assegnato un Tribute Award, questa volta dedicato a Claude Nobs, celebre fondatore del Montreux Jazz Festival scomparso a inizio gennaio 2013 dopo essere finito in coma in seguito ad un incidente sugli sci la vigilia di Natale. Nobs era oltretutto il presidente della giuria dei premi musicali e per rispetto alla sua memoria l'organizzazione ha deciso di riassegnare la presidenza della giuria solo dopo gli SMA 2013. Il capo della giuria ad interim sarà Christian Hubschmid.

A ritirare il premio è salito Mathieu Jaton, braccio destro di Nobs e nuovo direttore del Montreux Jazz Festival, che ha espresso parole d'elogio per il defunto amico. Prima di lui sul palco si sono esibiti Marc Sway e Philipp Frankhauser in un commovente omaggio alla persona di "Funky Claude".